# Shakti (groupe)
Pour les articles homonymes, voir Shakti.
Shakti est un groupe musical britannique et indien d'ethno-jazz. leur style musical mêle jazz fusion et musique indienne, avec les virtuoses John McLaughlin à la guitare, Zakir Hussain Khan au tabla, Vikku Vinayakram au ghatam, L. Shankar au violon et Ramnad Raghavan au mridangam.

## Histoire
La première incarnation de ce groupe a lieu entre 1974 et 1978 : John McLaughlin poursuit ses expérimentations après avoir fusionné jazz et rock dans le Mahavishnu Orchestra.
En 1997, Zakir Hussain et John MacLaughlin souhaitent reformer Shakti. MacLaughlin se rend compte que quelles que soient ses explorations musicales il se sent toujours attiré et aspiré par la musique indienne et l'envie de retrouver son complice Zakir Hussain, son « frère ». Ils cherchent L. Shankar pendant plusieurs mois, sans succès, et décident d'intégrer au groupe U. Srinivas, virtuose de la mandoline électrique croisé lorsqu'il avait douze ans. V. Selvaganesh, fils de Vikku Vinayakram, remplace ce dernier.
Le nouveau groupe prend le nom de Remember Shakti et accueille de manière alternante divers artistes indiens : Hariprasad Chaurasia, Shivkumar Sharma, U. Srinivas, V. Selvaganesh, Taufiq Qureshi, Shankar Mahadevan. Mais Shankar Mahadevan, chanteur, a achevé de reconstituer le quintette.
Le groupe se reforme en 2020 et publie un nouvel album, This Moment, le 23 juin 2023, 46 ans après leur dernier album en tant que Shakti. Le 4 février 2024, l'album remporte le Best Global Music Album aux Grammy Awards.
Fidèles à la musique traditionnelle indienne, chaque morceau à chaque concert diffère dans l'exploration des notes.

## Discographie

### Albums studio
- 1976 : Shakti with John McLaughlin
- 1976 : A Handful of Beauty
- 1977 : Natural Elements
- 2023 : This Moment

### Compilation
- 1994 : The Best of Shakti